# Behrensia suffusa
Behrensia suffusa är en fjärilsart som beskrevs av John S. Buckett 1964. Behrensia suffusa ingår i släktet Behrensia och familjen nattflyn. Inga underarter finns listade i Catalogue of Life.